# Jack Draper
Jack Alexander Draper (født 22. december 2001 i Sutton, England, Storbritannien) er en professionel tennisspiller fra Storbritannien.